# Paralichthys lethostigma
Paralichthys lethostigma, el lenguado arenero del sur, es una especie de lenguado arenero de dientes grandes autóctona de la costa este de los Estados Unidos y el norte del golfo de México. Es un pez popular en la pesca deportiva y es el lenguado de mayor tamaño y de mayor valor comercial en la parte oeste del océano Atlántico norte y el golfo de México. Es un «lenguado de ojo a la izquierda», lo que significa que el lado izquierdo está pigmentado y es el «lado superior».

## Descripción
El color del cuerpo es marrón con pintas y manchas difusas y sin ocelos. Esta especie típicamente crece entre 12-14 pulgadas (30,5-35,6 cm) de longitud.

## Dieta
El lenguado arenero del sur en su etapa larvaria y poslarvaria se alimenta de zooplancton. De juvenil, la dieta del lenguado arenero del sur consiste en pequeños invertebrados, cambiando a invertebrados y peces más grandes a medida que el lenguado alcanza su tamaño adulto. El lenguado arenero del sur se alimenta en el fondo del océano y en la columna de agua, y se considera un depredador casi supremo en su entorno béntico.

## Hábitat
Los peces adultos se reproducen y pasan la temporada más cálida en bahías costeras y aguas de plataforma cercanas a la costa, donde los huevos se desarrollan hasta convertirse en larvas en su etapa tardía que luego son empujadas por las corrientes hacia los estuarios donde los peces se instalan en el sedimento y crecen hasta que se hacen juveniles. Los juveniles permanecen en los estuarios hasta que alcanzan la madurez sexual y salen a desovar.
El lenguado arenero del sur puede sobrevivir en baja salinidad e incluso se ha encontrado en hábitats de agua dulce tanto de juvenil como de adulto.

## Reproducción y ciclo de vida
El lenguado arenero del sur juvenil permanece en estuarios y la mayoría se va a desovar mar adentro durante el otoño y el invierno en calidad de adultos. Los peces jóvenes con el tiempo son empujados hacia estuarios por corrientes oceánicas a fin de lograr la madurez. El lenguado arenero del sur alcanza la madurez sexual más o menos a los dos años de edad. Los peces de mayor antigüedad y tamaño tienden a comenzar la migración de la freza un poco antes. Las hembras crecen más rápido y viven más que los machos.
El ciclo de crecimiento anual del lenguado arenero del sur comienza en la primavera y termina en el otoño a medida que disminuye la temperatura del agua. Los machos viven aproximadamente cinco años y las hembras entre siete y ocho.

## Distribución
El lenguado arenero del sur se distribuye por toda la costa este de los Estados Unidos, al norte de Carolina del Norte, y bordeando el golfo de México septentrional rumbo sur hasta Tuxpan, pero no se encuentra en el extremo sur de la Florida ni en sus cayos. En 2015 se informó de un solo espécimen en el mar Mediterráneo frente a Israel, probablemente un fugitivo de la maricultura.
Esta especie está clasificada por la UICN como casi amenazada debido a la sobrepesca tanto comercial como recreativa, y a la mortalidad producto de la captura de camarones por arrastre. Esta especie también se ve afectada por la destrucción de su hábitat a causa de la actividad humana.

## Importancia para los seres humanos
Los lenguados areneros del sur son una especie fundamental y valiosa en la importantísima pesca del lenguado tanto comercial como recreativa en el golfo de México. La mayor parte de la captura comercial en el golfo de México es incidental a la de los arrastreros camaroneros. De manera recreativa, los pescadores pueden atraparlos fácilmente usando una vara con un señuelo o carnada viva. Otra forma más arriesgada de atrapar lenguados es mediante la pesca con fisga al candil. Los pescadores usan una fisga, o lanza de múltiples dientes, para espetar a los peces tras usar una linterna para detectarlos en el agua por la noche. Esta práctica es muy peligrosa debido a la posibilidad de pisar objetos punzantes sumergidos o de espetar rayas peligrosas, las cuales de igual modo frecuentan aguas poco profundas y pueden ser confundidas con lenguados.

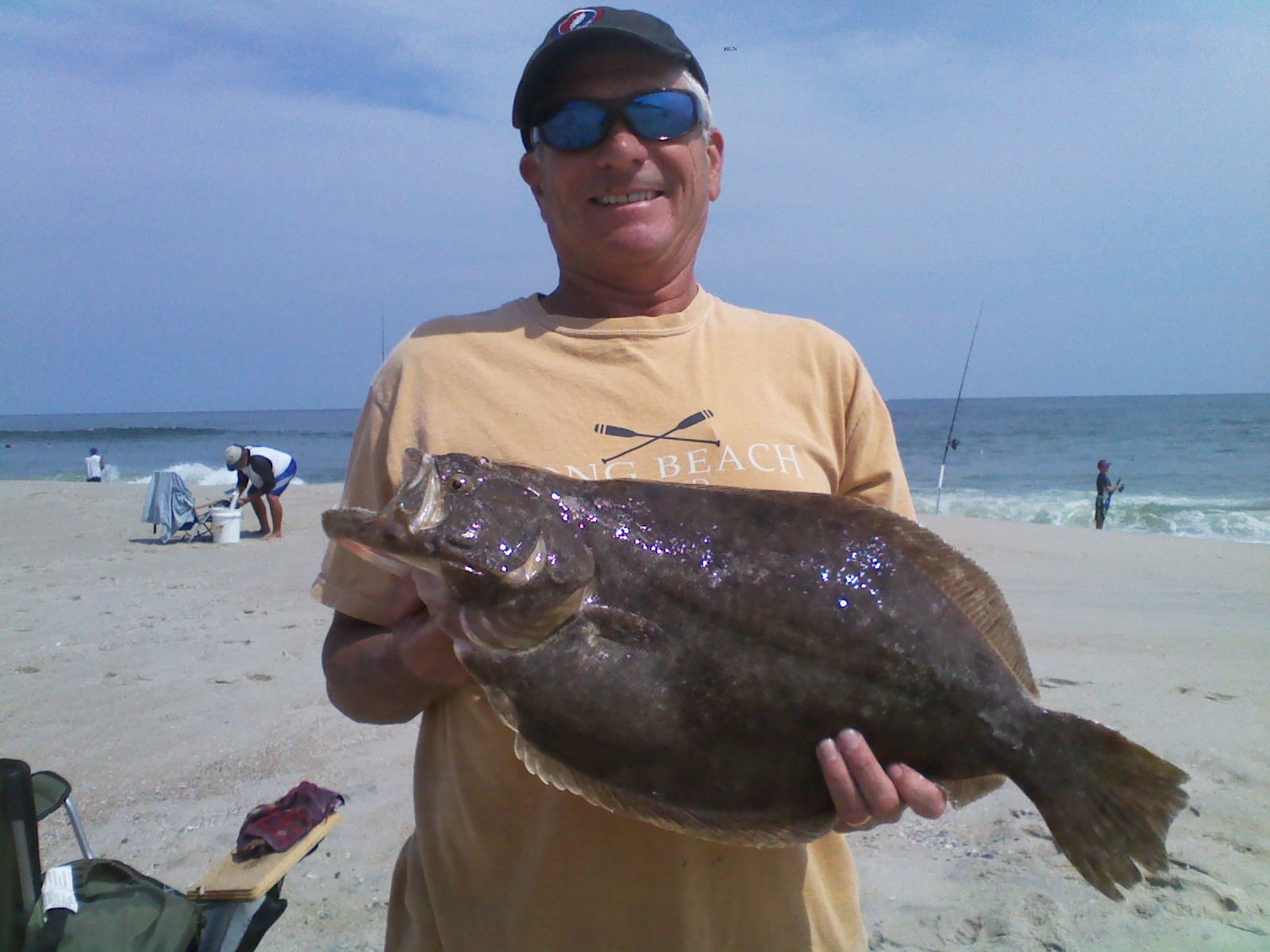
Lenguado arenero del sur capturado en Nueva Jersey por un pescador

El lenguado arenero del sur también se considera preciado como especie de acuicultura debido a su capacidad para vivir en aguas de salinidades cambiantes. Se han realizado investigaciones sobre el uso de fuentes de proteínas a base de soya en lugar de harina de pescado para criar peces y reducir el impacto ambiental.

## Etimología
El nombre del género, Paralichthys, generalmente se interpreta como «pez paralelo» en referencia a la forma profundamente comprimida del cuerpo. Sin embargo, algunos lo interpretan como «cercano al mar», de la palabra griega para, que significa al lado o cerca. Esto puede hacer referencia a la forma en que se entierra en la arena y permanece plano como si formase parte del mismísimo fondo del mar. El nombre de la especie, lethostigma, proviene de la palabra latina letho, que significa muerte, y la palabra griega, stigma, que significa mancha. El significado de «manchas olvidadas» o «muerte de manchas» se refiere a la ausencia de ocelos grandes y llamativos (áreas escamosas pigmentadas que parecen ojos) que son comunes en otras especies de peces planos.